# Орлов Гай
Орлов Гай — село в Ершовском районе Саратовской области, в составе сельского поселения Новорепинское муниципальное образование.
Село расположено на правом берегу реки Большой Узень в 63 км южнее районного центра, города Ершов.
Население — 1282 (2010).

## История
Возникло как форпост от набегов киргиз-кайсаков по указу Екатерины II от 18 января 1788 г. о построении в Заволжье крепостей.
В конце XVIII века на берега Узеня были водворены ясачные крестьяне. Позже правительство переселило сюда однодворцев, предками которых были служилые люди.
Согласно Списку населенных мест Российской империи 1859 года, в казённой слободе Орлов Гай проживало более 4,4 тысяч жителей, имелись православная церковь и почтовая станция, проводилась ярмарка. Село относилось к Новоузенскому уезду Самарской губернии.
Согласно Списку населённых мест Самарской губернии 1910 года, Орлов Гай являлся волостным селом Орлово-Гайской волости, здесь проживали 6621 мужчина и 6657 женщин, село населяли бывшие государственные крестьяне, преимущественно русские, православные и раскольники, в селе имелись 3 церкви, 8 школ, приёмный покой, почтово-телеграфное отделение, волостное правление, работали врач, фельдшер, акушерка, урядник, ветеринарный врач, 19 ветряных мельниц и одна паровая.
В отличие от помещичьих крестьян, государственные крестьяне Орлов Гая обладали широкими личными и имущественными правами. Они могли покупать землю, продавать дворы, постройки, даже приобретать недвижимость в городах.
В 1919 году в составе Новоузенского уезда село включено в состав Саратовской губернии.
До 1950 года здесь существовали общины хлыстов, духоборов, субботников, пятидесятников, молокан, баптистов. Православные жили в северной части села, другие конфессии разместились, в основном, в южной.

## Население
Динамика численности населения по годам:
| 1859 | 1889 | 1897 | 1910  | 2002 |
| ---- | ---- | ---- | ----- | ---- |
| 4475 | 6927 | 9311 | 13178 | 1962 |

| 2002 | 2010  |
| ---- | ----- |
| 1965 | ↘1282 |

## Происхождение названия
Река Большой Узень делает много извилин, крутых поворотов, образуя заливные плодородные места. Здесь летом много зелени, все зарастает густым кустарником — тальником и ветлами. Такой лес, рощу часто называют гаем. В гаях водилось много зверей. Особенно далеко были видны степные орлы, парящие над гаем. Так и сложилось название села: гай орла, Орлов Гай.